# العدد 23 (فلم)
العدد 23 (بالإنجليزية: The Number 23) هو فيلم تشويق نفسي أنتج عام 2007 كتبه فرينلي فيليبس وإخراج جويل شوماخر. الفيلم من بطولة جيم كاري وفيرجينيا مادسن وداني هيوستن ولوجان ليرمان. الفيلم صدر في قاعات السينما بتاريخ 23 فبراير 2007 وعلى دي في دي في 24 يوليو 2007 (23 يوليو في المملكة المتحدة) وعرض على اتش بي او يوم السبت بتاريخ 19 أبريل 2008. القضة تتضمن وسماس من أحجية الـ23، وهي اعتاد أن كل الحوادث والأحداث مرتبطة بشكل مباشر بالعدد 23 أو رقم ذو علاقة بالرقم 23. هذا الفيلم هو الفيلم الثاني الذي يجمع شوماخر وكاري بعد باتمان للأبد.

## ملخص الفيلم
الفيلم هو عبارة عن قصة رجل (جيم كاري) تتغير حياته بعد قراءته لكتاب بعنوان (الرقم 23), بعد قراءة الكتاب تزيد قناعته شيئاً فشيئاً بأن هذا الكتاب يحكي قصة حياته. شغفة بالرقم 23 بدأ بالسيطرة عليه ثم بدأ يستوعب أن الكتاب يحتوي على مفاهيم لم يتخيلها أبدا، ليزداد هوسه كل ما قرأ فصلا من الكتاب وتزداد الأحداث من بعدها تشويقا وغموضا وأثارة لتكون نهاية صادمة في الانتظار.